# Marc Rosich
Marc Rosich (Barcelona, 17 de desembre de 1973) és un dramaturg, director d'escena i traductor català.

## Biografia
Va estudiar a l'Escola Pia de Sant Antoni de Barcelona. Llicenciat en Periodisme i Traducció i interpretació a la UAB i format en l'escriptura dramàtica als seminaris de l'Obrador de la Sala Beckett. És dramaturg, director d'escena, actor accidental i traductor literari.
Al TNC s'han pogut veure diverses adaptacions dramàtiques seves de material narratiu: Mequinensa, a partir de l'obra de Jesús Moncada (Dir. Xicu Masó, 2012); Pedra de tartera de Maria Barbal (Dir. Lurdes Barba, 2011) i juntament
amb Rafel Duran, Mort de dama, de Llorenç Villalonga (Premi Escènica 2010 a la Millor adaptació).
Col·laborador a la dramatúrgia habitual de Calixto Bieito en espectacles com: Camino Real de Tennessee Williams; Forests, a partir de diferents peces de Shakespeare; El gran teatro del mundo de Calderón; Voices, a modern passion; Don Carlos de Friedrich Schiller; Tirant lo Blanc de Joanot Martorell i Plataforma de Michel Houellebecq.
Altres dramatúrgies que ha signat són la versió de Hedda Gabler d'Ibsen dirigida per David Selvas al Teatre Lliure, i Falstaff, a partir d'Enric IV de Shakespeare, amb el director Andrés Lima al Centro Dramático Nacional.
Entre els seus textos originals destaquen: Rive Gauche; Car Wash (tren de rentat), N&N, núria i nacho, De Manolo a Escobar; Surabaya (obra finalista al Premi Fundació Romea 2004) i Copi i Ocaña, al purgatori.
En l'àmbit de l'òpera destaca l'estrena al Gran Teatre del Liceu de l'òpera de cambra Diàlegs de Tirant e Carmensina, amb música de Joan Magrané i llibret de Marc Rosich.
En el camp del teatre infantil, ha escrit textos per a les companyies Teatre Obligatori, Clownx Teatre i El Replà.